# Bearsted
Bearsted est un village et une paroisse civile du Kent, en Angleterre. Il est situé dans le borough de Maidstone, à trois kilomètres à l'est du centre-ville de Maidstone. Au moment du recensement de 2011, il comptait 8 209 habitants.

## Étymologie
Le nom Bearstead provient du vieil anglais beorg « colline » et hām-stede « propriété ». Il est attesté en 695 sous la forme Berghamstyde.

## Personnalités
- Matthew Algernon Adams (1836-1913), médecin britannique, mort à Bearsted ;
- François Dumont (1918-1997), résistant français, Compagnon de la Libération, inhumé à Bearstad.
- Edgar Mansfield, artiste néo-zélandais, mort à Bearsted le 10 août 1996.